# Cola minor
Cola minor là một loài thực vật có hoa trong họ Cẩm quỳ. Loài này được Brenan mô tả khoa học đầu tiên năm 1956.